# Zielone (powiat zamojski)
Zielone – wieś w Polsce, położona w województwie lubelskim, w powiecie zamojskim, w gminie Krasnobród. 
| SIMC    | Nazwa         | Rodzaj    |
| ------- | ------------- | --------- |
| 0891660 | Pod Łuszczacz | część wsi |
| 0891677 | Przejma       | część wsi |

Pierwsza wzmianka o miejscowości pochodzi z 1574 r..
W latacj 1973–1976 w gminie Tarnawatka.
W latach 1975–1998 miejscowość należała administracyjnie do województwa zamojskiego.
Wieś jest sołectwem w gminie Krasnobród. Według Narodowego Spisu Powszechnego z roku 2011 wieś liczyła 427 mieszkańców.
Wierni Kościoła rzymskokatolickiego należą do parafii Nawiedzenia Najświętszej Maryi Panny w Krasnobrodzie.